# André Devauchelle
Pour les articles homonymes, voir Devauchelle.
André Devauchelle (né le 17 août 1904 à Versailles et mort le 22 décembre 1972 à Montfermeil) est un coureur cycliste français.

## Palmarès
- 1924
  - Paris-Dieppe
- 1927
  - GP Wolber (par équipes)[2]
 avec équipe Alléluia-Wolber (Pierre Magne, Antonin Magne, Marius Gallottini, Julien Moineau, André Devauchelle, André Canet, Arsène Alancourt)

## Résultats sur les grands tours

### Tour de France
1 participation
- 1927 : 26e